# حسانه تمیمیه
حَسّانه تَمیمیّه (؟ - ۸۴۴م) (نسب:حسّانه بنت أبی المخشی) شاعربانوی اندلسی بود.

## زندگی
پدرش ابی‌مخشی شاعر بود، در روزگار الحَکم رَبَضی پدرش درگذشت. حسانه که هنوز ازدواج نکرده بود، مجبور شد به فرماندار البیره نامه بنویسد و درخواست مستمری (راتِب) کند. به هنگام فرمانروایی عبدالرحمن بن حکم، عامِل البیره جابر بن لَبید بود و حسانه پیش از این ازدواج کرده بود و فرزندانی داشت، اما همسرش درگذشته بود. جابر بن لبید، مستمری او را قطع کرد. سپس حسانه نزد عبدالرحمن بن حکم شکایت برد؛ او جابر را برکنار کرد و مستمری حسانه را بازپرداخت و جاری ساخت. احتمالاً درگذشت حسانه تمیمه در ۸۴۴م / ۲۳۰ق بود.